# Paixalik
Paixalik era el càrrec o funcions que exercien els paixàs a l'Imperi Otomà i el Marroc.
Ocasionalment es deia també així el territori posat sota l'autoritat d'un paixà (una província, un sandjak, etc.). Quan els governs a províncies van començar a ser donar a paixàs, el terme paixaliq va substituir ocasionalment al de mir-liwa o a sandjakbegi i al segle xix dels 158 sandjaks hi havia 70 paixaliqs dels quals 25 eren paixasandjaghis, és a dir governadors de sandjaks on hi havia la capital de l'eyalat o província.